# ماكس كابوتو
ماكس كابوتو (بالإنجليزية: Max Caputo)‏ هو لاعب كرة قدم أسترالي، ولد في 17 أغسطس 2005.